# Louis Roger
Louis Emile Joseph Roger (Doornik, 5 mei 1860 - 25 augustus 1924) was een Belgisch volksvertegenwoordiger.

## Levensloop
Roger werd gemeenteraadslid van Doornik.
In 1904 werd hij verkozen tot liberaal volksvertegenwoordiger voor het arrondissement Doornik-Aat en vervulde dit mandaat tot in 1908.